# Whatì
Whatì ist eine Siedlung am Südostufer des Lac la Martre, eines Sees in den Nordwest-Territorien in Kanada. Er liegt ca. 164 km nordwestlich der Territoriums-Hauptstadt Yellowknife.
Der bundesstaatliche Zensus im Jahr 2016 ergab für die Gemeinde eine Bevölkerungszahl von 470 Einwohnern. Laut NWT Bureau of Statistics (Stand 2012) gehören die Einwohner fast ausschließlich den Tłįchǫ an, die früher Dogrib (‚Hunderippe‘) genannt wurden. Sie sprechen noch zu ca. 92 % ihre eigene Sprache, das Tłįchǫ Yatiì.

## Name
Am 1. Januar 1996 änderte die Siedlung Lac La Martre zunächst ihren Namen und übernahm die Tłįchǫ Yatiì-Bezeichnung Wha Tì, die ebenfalls „Marder-See“ bedeutet, um am 4. August 2005 die heute gebräuchliche Schreibweise Whatì  zu übernehmen.
Andere traditionelle Tłįchǫ-Namen für diese Siedlung lauten Tsotì ('fouled water lake' – „Schmutzwasser-See“) und Mine Go Kola ('net fishing with houses').

## Geschichte
Traditionell lebten die Gruppen in der klimatisch extrem anspruchsvollen Region von Fallenstellerei, Jagd und Fischfang. Die North West Company errichtete 1793 daher einen Handelsposten auf dem heutigen Ortsgebiet. Neben den überkommenen Überlebenstechniken spielt der Tourismus eine zunehmende Rolle. Daher wurde eine Fish Lodge eingerichtet und es werden Touristen angelockt, die etwa Schwarzbären, Karibus, Wölfe und Adler beobachten wollen.

## Verkehr
Der Ort besitzt einen Flugplatz, den Whatì Airport, der von der 1988 gegründeten Air Tindi aus Yellowknife angeflogen wird. Der Name der Fluggesellschaft stammt ebenfalls aus der lokalen Sprache und bezeichnet den Großen Sklavensee. Im Sommer ist Wathì ausschließlich zu Fuß oder per Flugzeug zu erreichen, im Winter führt eine Eisstraße nach Gametì. Im Jahr 2019 wurde jedoch mit dem Bau einer rund 69 Kilometer langen Allwetterstraße begonnen, die von Whatì zum Yellowknife Highway westlich von Behchokò führen wird und im Jahr 2022 als Tłįchǫ Highway (bzw. als NWT Highway 9) eröffnet werden soll.